# Тавилдаров, Николай Иванович
Николай Иванович Тавилдаров (1846—1918) — русский учёный и государственный деятель, химик-технолог, профессор Санкт-Петербургского технологического института, управляющий Отделом промышленных и профессиональных учебных заведений Министерства народного просвещения, управляющий Экспедицией заготовления государственных бумаг Министерства финансов.

## Биография
Получил образование в Нижегородской гимназии и поступил в Санкт-Петербургский практический технологический институт, который успешно окончил в 1868 году со степенью инженера-технолога и был назначен ассистентом при кафедре химии (зачислен на службу 1 сентября 1868 года). В 1871 году был командирован на два года за границу, где получил степень доктора философии Геттингенского университета. В 1874 году, выдержав экзамен и защитив диссертацию на тему «Бромопроизводные этена по отношению их к теории строения», 15 апреля 1874 года был удостоен Санкт-Петербургским университетом степени магистра химии; получил чин титулярного советника.
В 1880 году назначен преподавателем химической технологии в Санкт-Петербургском технологическом институте; с 1884 года — ординарный профессор, с 1898 года — заслуженный профессор института.
14 сентября 1891 года получил чин действительного статского советника, 12 марта 1892 утверждён с женой и детьми потомственном дворянстве, в 1897 году ему была объявлена Высочайшая благодарность.
В 1898 году был назначен членом Совета министра народного просвещения, а в сентябре 1901 года занял пост управляющего Отделом промышленных и профессиональных учебных заведений и председателем Учёного комитета по техническому образованию Министерства народного просвещения. с 1 января 1903 года — тайный советник, 28 мая того же года утверждён его личный герб.
Назначенный в 1905 году министром народного просвещения граф И. И. Толстой писал:

Если сохранить в их должностях гг. Лукьянова, Тавилдарова, Тихомирова, то придётся se soumettre ou se demettre (фр. подчиниться или устраниться), ибо не я буду управлять министерством, а они; следовательно, если я хочу сам попробовать управлять министерством — мне необходимо заменить своих ближайших сотрудников, и, за краткостью предоставленного мне времени, по возможности немедленно, хотя бы с риском пуститься в рискованные авантюры, лишившись людей, несомненно опытных и знающих.— 
В начале 1906 года Тавилдаров оставил свою должность, получив однако назначение директором Экспедиции заготовления государственных бумаг Министерства финансов. И. И. Толстой вспоминает:

Профессору Тавилдарову я, под сурдинку, помог получить место директора Экспедиции заготовления государственных бумаг, освободившуюся за отказом от неё моего хорошего приятеля Г. И. Франка, который предупредил меня о своём предстоящем выходе как раз вовремя … Тавилдаров пользовался уважением графа Витте, который выразил мне своё удивление, что я так легко с ним расстался.— 
Пост директора Экспедиции заготовления государственных бумаг Тавилдаров занимал до 1917 года. Одновременно он занимал целый ряд других крупных должностей: являлся членом Совета министра финансов, членом Совета торговли и мануфактур, членом Технического комитета Главного управления неокладных сборов и казённой продажи питей, был почётным членом Отдела Учёного комитета Министерства народного просвещения по техническому и профессиональному образованию.
Скончался в 1918 году.

## Сочинения
- Производные ксилола. — 1871.
- Бромопроизводные этена по отношению их к теории строения. — СПб., 1874.
- Химическая технология сельскохозяйственных продуктов. — Т. 1—2. — СПб., 1889 (труд удостоен Петербургской Академией наук большой Макарьевской премии).
- Цель и средства получения чистого спирта. — СПб., 1891.
- Денатурализация спирта и значение её для винокуренной промышленности. — СПб., 1895.

## Награды
Тавилдаров имел знак отличия за XL лет беспорочной службы и был награждён многими орденами, в их числе:
- Орден Святого Станислава 1-й степени (1900 год)
- Орден Святой Анны 1-й степени (1905 год)
- Орден Святого Владимира 2-й степени (1907 год)
- Орден Белого орла (1912 год)
- Орден Святого Александра Невского (22 октября 1915 года)

Иностранные:
- Прусский орден Красного Орла 1-й степени (1909 год)
- Австрийский орден Железной короны 1-й степени (1910 год)